# مون روگ
مون روگ (به اسپانیایی: Montroig) یک منطقهٔ مسکونی در اسپانیا است که در بایش کمپ واقع شده‌است. مون روگ ۶۳٫۳ کیلومتر مربع مساحت دارد.

## خواهرخوانده
شهر ویگارانو مایناردا خواهرخواندهٔ مون روگ هست.